# Domenico Guardasoni
 (septembre 2024).
Domenico Guardasoni (né vers 1731 à Modène, décédé le 14 juin 1806 à Vienne) était un ténor italien et un imprésario de théâtre et en particulier de plusieurs opéras de Mozart.

## Biographie
Guardasoni est né à Modène, dans le duché de Modène et Reggio.
Il commence sa carrière comme ténor et chante en octobre 1762 à Bologne le rôle d'Armidoro dans La buona figliuola maritata de Niccolò Piccinni. Puis il apparait au carnaval de 1763 dans Il Demetrio d'un anonyme et dans Ezio de Giovanni Marco Rutini, aux côtés de Clementina Baglioni, au théâtre de la Pergola à Florence. Il entre en 1764 comme chanteur dans la compagnie d'opéra itinérante de Giuseppe Bustelli, dont il devient ensuite le directeur.
On le retrouve en 1765 au Théâtre royal de Prague, puis à Dresde de 1765 à 1769 dans divers rôles.
Au cours des saisons 1772 et 1773, il chante à l'opéra de Vienne.
En 1776, il devient directeur et codirecteur avec Pasquale Bondini, successeur de Bustelli, du Hofoper de Dresde. En 1779, il chante à Venise, puis dans diverses places les années suivantes (Varsovie...)
En 1791, il devient ensuite directeur du Théâtre national de Prague avec la compagnie de Bondini et est à ce titre l'impresario des plus importants opéras de Wolfgang Amadeus Mozart dont Les noces de Figaro (deuxième représentation à Prague en décembre 1786), Don Giovanni (première représentation à Prague en octobre 1787) et La clemenza di Tito (septembre 1791).
Guardasoni meurt à Vienne en 1806 en occupant le poste d'impresario et de directeur du Théâtre national de Prague.